# ايمانويلي فونتي
ايمانويلي فونتي (بالإيطالية: Emanuele Fonte)‏ (6 أغسطس 1992 بفورلي في إيطاليا - ) هو لاعب كرة قدم إيطالي في مركز الدفاع. شارك مع منتخب إيطاليا تحت 19 سنة لكرة القدم. أما مع النوادي، فقد لعب مع تري فيوري ونادي بريشيا ونادي تشيزينا ونادي مانتوفا وForlì FC ‏ وUS Borgo a Buggiano 1920 ‏.